# Allada
Allada è una città situata nel Dipartimento dell'Atlantico nello Stato del Benin con 112 342 abitanti (stima 2006).

## Amministrazione
Il comune è formato dai seguenti 12 arrondissement:
- Agbanou
- Ahouannonzoun
- Allada
- Attogon
- Avakpa
- Ayou
- Hinvi
- Lissègazoun
- Lon-Agonmey
- Sékou
- Togoudo
- Tokpa-Avagoudo